# If (Glass Hammer)
If is het dertiende album van Glass Hammer. Ten opzichte van het vorig album Three cheers for the broken-hearted is de begeleidingsband weer geheel gewijzigd. Ook de muzikale koers is veranderd. In het begin van de band kreeg het de naam een volger te zijn van Yes in de jaren '70. In de loop der jaren dreef Glass Hammer steeds verder van Yes weg, zonder de muziek ooit geheel los te laten. Met If is Yes weer helemaal terug. Bij vorige albums was het voornamelijk de muziek die sterk aan Yes deed denken, maar met zanger Jon Davidson’s stem is ook een ‘tweede’ Jon Anderson opgestaan. Jon Davidson werd gespot op YouTube. Randall Williams werd geen vast lid van Glass Hammer. Het album is opgenomen in de Sound Recources Studio te Chattanooga (Tennessee).    

## Musici
- Fred Schendel – toetsinstrumenten, slide guitar, mandoline, achtergrondzang
- Steve Babb – basgitaar, toetsinstrumenten, achtergrondzang
- Jon Davison – zang
- Alan Shikoh – gitaar

met
- Randall Williams – slagwerk

## Muziek
Alle van Babb en Schendel

| Nr. | Titel              | Duur  |
| --- | ------------------ | ----- |
| 1.  | Beyond, within     | 11:44 |
| 2.  | Behold, The ziddle | 9:11  |
| 3.  | Grace the skies    | 4:29  |
| 4.  | At last we are     | 6:46  |
| 5.  | If the stars       | 10:25 |
| 6.  | If the sun         | 24:02 |

If the sun is geïnpireerd op de tekst If the sun should appear one night in a thousand years, how would men believe and adore; and preserve for many generations the remembrance of the city of God which had been shown, een tekst van Ralph Waldo Emerson, aldus een interview van de band met IO Pages. Het tekent de Bijbelse inslag van de teksten van Glass Hammer.